# Le Prix du pardon (film)
Pour les articles homonymes, voir Le Prix du pardon.
Ne doit pas être confondu avec Le Prix du pardon (nouvelle).
Le Prix du pardon est un film muet français réalisé par Louis Feuillade, et sorti en 1916.

## Fiche technique
- Réalisation : Louis Feuillade
- Société de production : Société des Établissements L. Gaumont
- Pays de production : France
- Format : Muet - Noir et blanc - 1,33:1 - 35 mm
- Date de sortie : 
  - France :  1916

## Distribution
- Berthe Jalabert
- Louise Lagrange